# Фурманов, Рудольф Давыдович
Рудольф Давыдович Фурманов (при рождении Фурман; 22 октября 1938, Ленинград, СССР — 9 апреля 2021, Санкт-Петербург, Россия) — советский и российский театральный режиссёр, актёр, продюсер, литератор, антрепренёр; народный артист Российской Федерации (2008). Основатель и художественный руководитель — директор Санкт-Петербургского театра «Русская антреприза» имени Андрея Миронова (1988—2021).

## Биография
Родился 22 октября 1938 года в Ленинграде, в семье Елизаветы Андреевны Ивановой и Давида Борисовича Фурмана.
Мать — служащая Гознака, спортсменка, мастер спорта по прыжкам с парашютом, умерла в 1940 году в Ленинграде от туберкулёза (похоронена на Георгиевском Большеохтинском кладбище), когда её сыну не было ещё и полутора лет. Отец — инженер-подполковник, участник Советско-финляндской и Великой Отечественной войн, кавалер ордена Красной Звезды, был награждён медалями «За оборону Ленинграда», «За боевые заслуги», орденом Отечественной войны II степени . Вскоре после рождения Р. Д. Фурманова его отец и мать разошлись, хотя официальный развод оформлен не был. Всё воспитание и заботу о ребёнке взяла на себя, спасла во время войны и заменила собою мать — родная сестра Е. А. Ивановой Мария Андреевна Громова (ур. Иванова). В осаждённом Ленинграде пережил всю блокаду, в возрасте 4 лет рядом с домом фабрики Гознак, где жила семья, на проспекте Огородникова попал под бомбёжку, был контужен.
С детства начал сниматься в кино («Первоклассница», «Алёша Птицын вырабатывает характер», «Кортик»). В 1962—1964 годах учился на театроведческом факультете Ленинградского театрального института им. А. Н. Островского (ныне РГИСИ). Окончил Северо-Западный Политехнический институт. По данным трудовой книжки, хранящейся в музее Санкт-Петербургского театра «Русская антреприза» имени Андрея Миронова, работал инженером-наладчиком по пуску и наладке котельного оборудования на предприятии «Электроналадка» Ленэнерго (1961—1962) , старшим инженером-конструктором на Ленинградском заводе электротехнического оборудования (1962—1967), начальником бюро вентиляции во ВНИИСК (1967-1971), начальником бюро вентиляции и главным энергетиком в легендарном ВНИИ имени А. С. Попова на Каменном острове (1971—1982).
С 1958 года начинается активная концертная деятельность. Был партнёром Сергея Филиппова, Вадима Медведева, Николая Симонова, Анатолия Папанова, Евгения Лебедева, Михаила Козакова, Евгения Леонова, Владислава Стржельчика, Валентины Ковель, Юрия Яковлева и Андрея Миронова на концертной эстраде. Этой части творческой жизни посвящён спектакль Р. Фурманова «Ах, какая это была удивительная игра!» и его книга «Из жизни сумасшедшего антрепренёра».
Сыграл более 80 ролей в кино и театре.
5 сентября 1982 года окончательно связал свою жизнь с театром, перейдя на работу из ВНИИ имени А. С. Попова  руководителем литературно-драматической студии в Ленинградском Доме Ученых в Лесном.
1 ноября 1988 года основал в Ленинграде театр «Русская антреприза» имени Андрея Миронова, соединивший в своей модели традиции русского регулярного репертуарного театра и контрактную модель антрепризы. В течение первых 8 лет постановки велись на разных сценических площадках, а в 1996 году театр получил постоянный адрес в Доме с башнями на Петроградской стороне.
Автор книг: «Из жизни сумасшедшего антрепренёра» (1998, 2018), «Неугомонный!» (2003), «Жизнь и происшествия Рудольфа Иванова» (2008), «Мне снится сон: Андрюша был спасён…» (2013).
В 2010 году основал в Санкт-Петербурге Российскую Национальную актёрскую премию имени Андрея Миронова «Фигаро».
8 марта 2011 года на сцене театра «Русская антреприза» имени Андрея Миронова в день 70-летия со дня рождения артиста состоялось первое присуждение премии «Фигаро».
Автор и ведущий цикла телепрограмм «У меня ещё есть адреса» на Пятом канале и «Телевизионная театральная гостиная Рудольфа Фурманова» (более ста программ) на телеканале «Санкт-Петербург».
Умер 9 апреля 2021 года на 83-м году жизни из-за отрыва тромба на фоне осложнений после коронавирусной инфекции. Церемония прощания прошла 12 апреля 2021 года в театре имени Андрея Миронова.  Похоронили Рудольфа Фурманова в тот же день на Большеохтинском кладбище Санкт-Петербурга рядом с матерью.

## Общественная позиция
11 марта 2014 года Фурманов подписал в числе 102 российских деятелей культуры и искусства коллективное письмо в поддержку политики Президента Российской Федерации Путина В.В. по вопросу Украины и Крыма

.
Был доверенным лицом Путина В.В. на выборах Президента Российской Федерации в 2018 году. 

Мы приучены в советское время говорить только позитивно. Мы не видели негатив в советское время. При Сталине, при Брежневе всё было хорошо. Только позитив был у нас. А сейчас демократия или не знаю, что у нас, но любят только негатив. У нас позитива не хотят видеть ни в культуре, нигде,

— полагал Рудольф Фурманов.

## Семья
Двоюродный (сводный) брат — Капралов Георгий Александрович (1921—2010), киновед, кинокритик и сценарист, доктор искусствоведения, ведущий телепрограммы «Кинопанорама».
Был неоднократно женат. Имел сына и дочь.
Первая жена — Галина Васильевна Фурман (ур. Буланова) (03.10.1937, Ленинград — 21.11.1982, там же), искусствовед; после раннего ухода из жизни первой жены один воспитывал сына. В сети интернет часто указывается ошибочная дата рождения Г.В. Фурман — 03.11.1937;
Сын — Владислав Фурманов (творческие псевдонимы —  Влад Фурман, Владислав Буланов, род. 05.03.1969, Ленинград), режиссёр театра и кино, заслуженный деятель искусств России (2013);
Невестка — Неля Попова (р. 31.08.1964, Днепродзержинск, Украинская ССР), актриса театра и кино, заслуженная артистка России (2005);
Внук — Алексей  Фурманов (род. 23.03.1997, Санкт-Петербург), артист театра и кино, выпускник актёрского факультета Санкт-Петербургской Академии театрального искусства (курс заслуженного артиста России Сергея Бызгу), артист Академического Большого драматического театра имени Г.А. Товстоногова;
Вторая жена — Татьяна Бубнова (род. 19.12.1954, Ленинград, церковный брак);
Третья жена — Татьяна Кузнецова (род. 02.02.1963, Ленинград), актриса театра и кино, заслуженная артистка России (1997);
Четвёртая жена —  Диана Кузьминова (род. 05.03.1969, Большая Ижора, Ленинградская область), врач;
Дочь — Елизавета Фурманова (род. 18.11.2003, Санкт-Петербург), студентка актёрского факультета Российского государственного института сценических искусств;

## Театр
- 1998 — «Из жизни сумасшедшего антрепренёра» — Антрепренёр
- 1999 — «Безумный день, или Непровинциальный бенефис» — Абитуриент
- 2000 — «Наследник Лаптев» А.Хмелика — Отец Лаптева
- 2001 — «Ах, какая это была удивительная игра!» — Автор
- 2002 — «Господа Головлёвы» М. Е. Салтыкова-Щедрина — Владимир Михайлович Головлёв, Режиссёр — Влад Фурман
- 2003 — «Колдун» Э.Уоллеса — Адвокат Уильям Мертенс. Режиссёр — Валерий Гришко
- 2004 — «Сенная лихорадка» Н.Коуарда — Драматург Дэвид Блисс. Режиссёр — Наталья Колотова
- 2008 — «Пучина» А. Н. Островского — Неизвестный. Режиссёр — Лауреат премии Онежская маска, премии им. Е. А. Лебедева Юрий Цуркану
- 2009 — «Детектор лжи» Василия Сигарева — Гипнотизёр Николай Николаевич Лебедев, Режиссёр — Валерий Гришко
- 2009 — «Исхитрилась, или Плоды просвещения» Л. Н. Толстого — Гросман, Режиссёр — лауреат премии Онежская маска, премии им. Е. А. Лебедева Юрий Цуркану
- 2010 — «Паола и львы» («Сублимация любви») А. де Бенедетти — Леоне Саваста, Режиссёр — з. а. России Евгений Баранов
- 2012 — «Голый король» Евгения Шварца — Первый министр, Режиссёр — лауреат премии Онежская маска, премии им. Е. А. Лебедева Юрий Цуркану
- 2017 — «Два часа в благородном семействе» Александра Амфитеатрова — Генерал, Режиссёр — з. а. России Евгений Баранов
- 2017 — «Соломенная шляпка» Эжена Лабиша — Бопертюи, Режиссёр — Вадим Милков-Товстоногов
- 2018 — «Свадьба за свадьбой» А. П. Чехова и Бертольта Брехта — Дымба, грек, Режиссёр — з. а. России Евгений Баранов
- 2019 — «Одиссея 1936» («Иван Васильевич») по одноимённой пьесе М. А. Булгакова — Антон Семёнович Шпак, Режиссёр — Константин Богомолов
- 2020 — «Венецианский купец» У. Шекспира — Тубал, Режиссёр — Влад Фурман
- 2021 — «Таланты и поклонники» А. Н. Островского — Гаврило Петрович Мигаев, антрепренёр. Режиссёр — Александр Баргман (роль не сыграна на премьере из-за болезни Р. Д. Фурманова)

## Фильмография
- 1948 — «Первоклассница» — мальчишка в Марусином дворе, режиссёр Илья Фрэз
- 1954 — «Кортик» — мальчишка в компании Филина Владимир Венгеров, Михаил Швейцер
- 1957 — «Алёша Птицын вырабатывает характер» — мальчик (режиссёр Анатолий Граник)
- 1957 — «Балтийская слава» — юноша, режиссёр Ян Фрид
- 1965 — «Иду на грозу» — посетитель ресторана, режиссёр Сергей Микаэлян
- 1965 — «Первая Бастилия» — эпизод
- 1977 — «Собака на сене», режиссёр Ян Фрид
- 1977 — «Завьяловские чудики», киноальманах — официант (фильм «Версия»), режиссёр Валерий Гурьянов
- 1981 — «Благочестивая Марта» — начальник стражи, режиссёр Ян Фрид
- 1985 — «Последняя дорога» — помощник Дубельта, режиссёр Леонид Менакер
- 1988 — «Большая игра» — Бенджамен Уфер, режиссёр Семён Аранович
- 1990 — «Фуфло» — конферансье, сценарист Кирилл Ласкари, режиссёр Алексей Лебедев
- 1998 — «Цирк сгорел, и клоуны разбежались» — Артём, режиссёр Владимир Бортко
- 1998 — «Хочу в тюрьму» — продавец в кафе, режиссёр Алла Сурикова
- 1999 — 2001 — «Агент национальной безопасности 1—3 (телесериал)» — Филарет, режиссёр Дмитрий Светозаров (в эпизодах «Легион», «Доктор Фауст», «Наследник», «Медуза Горгона», «Человек без лица», «Клуб „Алиса“», «Ловушка», «Игра» и «Падишах»)
- 2001 — «Бандитский Петербург. Фильм 3. Крах Антибиотика» — Григорий Анатольевич Некрасов, «Плейшнер», режиссёр Виктор Сергеев
- 2001 — «Улицы разбитых фонарей. Менты-4» — Мозель
- 2001 — «По имени Барон» — Вота, режиссёр Дмитрий Светозаров
- 2002 — «Танцор» — Режиссёр, Поэт Афанасий Фет, Дачник, Проводница, Кармен, Тореодор, Джокер, Мефистофель, Фрак, режиссёр Дмитрий Светозаров
- 2003 — «Три цвета любви» — Поляков, режиссёр Дмитрий Светозаров
- 2003 — «Мангуст» — Бокучава, режиссёр Кирилл Капица
- 2005 — "Опера. Хроники убойного отдела. 2 серия «Ищите деньги» — Грулёв, режиссёр Дмитрий Светозаров
- 2005 — «Фаворский» — Генерал, режиссёр Дмитрий Светозаров
- 2008 — «Дорожный патруль» — Фридман, режиссёр Юрий Цуркану
- 2008 — «Дилер» — Полтораки, режиссёр Алексей Лебедев
- 2008 — «А. Д.» — Гуру, Издатель, режиссёр Дмитрий Светозаров
- 2009 — «Литейный» (фильм «Сканер» — Михалыч, режиссёр Андрей Коршунов
- 2011 — «Возмездие» — Шилов, полковник милиции, режиссёры Богдан Дробязко и Кирилл Капица
- 2012 — «По личным обстоятельствам» — Игорь Михайлович Муромцев, юрист, режиссёр Алексей Лебедев
- 2012 — «Мать-мачеха» — Аркадий Ильич, режиссёр Дмитрий Светозаров
- 2013 — «Снегурочка» — Андрей Казимирович Филимонов, режиссёр Дмитрий Светозаров
- 2013 — «Собачий рай» — От Автора, сценарист Александр Адабашьян, режиссёр Анна Чернакова
- 2014 — «Душа шпиона» — учитель математики, русский эмигрант в Париже, режиссёр Владимир Бортко
- 2014 — «Бабье лето» — Оригинал, режиссёр Дмитрий Светозаров
- 2014 — «Не ждали» — Илья Ильич Князев, флейтист, сценарист и режиссёр Виктор Мережко
- 2014 — «Гена Бетон» — главный режиссёр Ростовского театра, режиссёр Роман Качанов
- 2018 — «Тень» — Генерал, режиссёр Дмитрий Светозаров
- 2018 — «Петербург. Любовь. До востребования» — Исаак Михайлович, блокадник в коммунальной квартире, режиссёр Дмитрий Светозаров
- 2019 — «Агент национальной безопасности. Возвращение» — Филарет, режиссёр Дмитрий Светозаров

## Озвучивание
- 2013 — «Собачий рай» — От Автора, сценарист Александр Адабашьян, режиссёр Анна Чернакова

## Книги
- «Из жизни сумасшедшего антрепренёра» (1998, 2018)
- «Неугомонный!» (2003)
- «Жизнь и происшествия Рудольфа Иванова» (2008)
- «Мне снится сон: Андрюша был спасён…» (2013)

## Награды и премии
- Заслуженный деятель искусств Российской Федерации (14 ноября 1998) — за заслуги в области искусства[14].
- Благодарность Министра культуры Российской Федерации (21 октября 2003) — за многолетнюю плодотворную творческую деятельность и большой вклад в развитие российского театрального искусства[15].
- Народный артист Российской Федерации (22 октября 2008) — за большие заслуги в области театрального искусства[16].
- Премия Правительства Санкт-Петербурга в области литературы, искусства и архитектуры за 2011 год — за выдающийся вклад в развитие петербургской культуры[17].
- Премия Правительства Санкт-Петербурга в области журналистики в номинации «Лучшие телепрограммы» — за культурно-просветительский проект «Телевизионная театральная гостиная» в эфире телеканала «Санкт-Петербург» в 2016 году.
- Орден «За заслуги перед Отечеством» IV степени (23 октября 2013) — за большие заслуги в развитии отечественной культуры и искусства, многолетнюю плодотворную деятельность[18][19].
- Премия Правительства Российской Федерации в области культуры (22 декабря 2017) — за создание первого в России негосударственного репертуарного театра «Санкт-Петербургский театр „Русская антреприза“ имени Андрея Миронова»[20].
- Орден «За заслуги перед Отечеством» III степени (11 июля 2018) — за большие заслуги в развитии отечественной культуры и искусства, многолетнюю плодотворную деятельность[21].

## Память
В июле 2022 года в честь Р. Д. Фурманова назван сквер на пересечении Каменноостровского проспекта и Песочной набережной (Петроградский район, Санкт-Петербург).